# ディエゴ・レジェス
ディエゴ・アントニオ・レジェス・ロサレス（Diego Antonio Reyes Rosales, 1992年9月19日 - ）は、メキシコ・メキシコシティ出身のサッカー選手。ポジションはDF、MF。UANLティグレス所属。

## 経歴

### クラブ
2006年からメキシコのクラブ・アメリカのユースチームでキャリアをスタートさせ、2010年にトップチーム昇格した。2012年12月17日、ポルトガルのFCポルトへ2013年の夏から加入することが決まった。

### 代表
メキシコ代表として2011 FIFA U-20ワールドカップに出場し、チームの3位に貢献。ロンドンオリンピックでは金メダル獲得に貢献した。
コパ・アメリカ2011のメンバーに招集され、グループリーグ初戦のチリ戦でAで代表デビュー。2017年3月28日のワールドカップ予選トリニダード・トバゴ戦で決勝点となる代表初得点を挙げた。

## 所属クラブ
- クラブ・アメリカ 2010-2013
- FCポルト 2013-2018

→ レアル・ソシエダ 2015-2016 (loan)
→ RCDエスパニョール 2016-2017 (loan)
- フェネルバフチェSK 2018-

 CDレガネス (loan) 2019-

## 代表歴

### 出場大会
- メキシコ代表
  - 2014 FIFAワールドカップ

### 試合数
- 国際Aマッチ 65試合 2得点（2011年-2019年）[2]

| メキシコ代表 | 国際Aマッチ | 国際Aマッチ |
| 年           | 出場        | 得点        |
| ------------ | ----------- | ----------- |
| 2011         | 3           | 0           |
| 2012         | 0           | 0           |
| 2013         | 7           | 0           |
| 2014         | 7           | 0           |
| 2015         | 14          | 0           |
| 2016         | 9           | 0           |
| 2017         | 13          | 1           |
| 2018         | 4           | 0           |
| 2019         | 8           | 1           |
| 通算         | 65          | 2           |

## タイトル

### クラブ
FCポルト
- スーペルタッサ・カンディド・デ・オリベイラ ： 2013
- プリメイラ・リーガ ： 2017-18

### 代表
U-20メキシコ代表
- CONCACAF U-20選手権 ： 2011
- パンアメリカン競技大会 ： 2011

U-23メキシコ代表
- トゥーロン国際大会 ： 2012
- ロンドンオリンピック ： 2012